# Straight Edge Society
A Straight Edge Society (SES) foi um grupo vilão de wrestling profissional que trabalhou para a World Wrestling Entertainment (WWE), na divisão SmackDown.
O conceito por trás do grupo foi baseada em torno da vida straight edge, que promove e permanece à abstinência e disciplina - principalmente não fumar, beber ou usar drogas. O grupo agia como uma organização militante, denunciando todas as pessoas que não vivem o estilo de vida straight edge, mesmo aqueles que também abstêm-se do abuso de substâncias. Os novos membros foram obrigados a raspar a cabeça, o que significa um "novo começo". O fundador e líder do grupo foi CM Punk, um seguidor do straight edge da vida real.

## No wrestling
- Movimentos de finalização de Punk
  - Anaconda Vise (Arm-trap triangle choke, principalmente a partir de uma posição supina)[2]
  - GTS – Go To Sleep (Fireman's carry dropped into a knee lift)[3]

- Movimentos de finalização de Gallows
  - Gallows Pole[4] / Twelfth Step[5] (Inverted full nelson levantando e caindo em um modified spinebuster)

- Movimentos de finalização de Mercury
  - Double underhook DDT[6][7]

- Movimentos de finalização de Serena
  - Fireman's carry gutbuster[8]

- Temas de entrada
  - "This Fire Burns" por Killswitch Engage[2] (com CM Punk)
  - "Massacre" por Jim Johnston[9] (com Luke Gallows)